# Kevin Nealon
Kevin Nealon (San Luis, Misuri, 18 de noviembre de 1953) es un actor y humorista estadounidense.

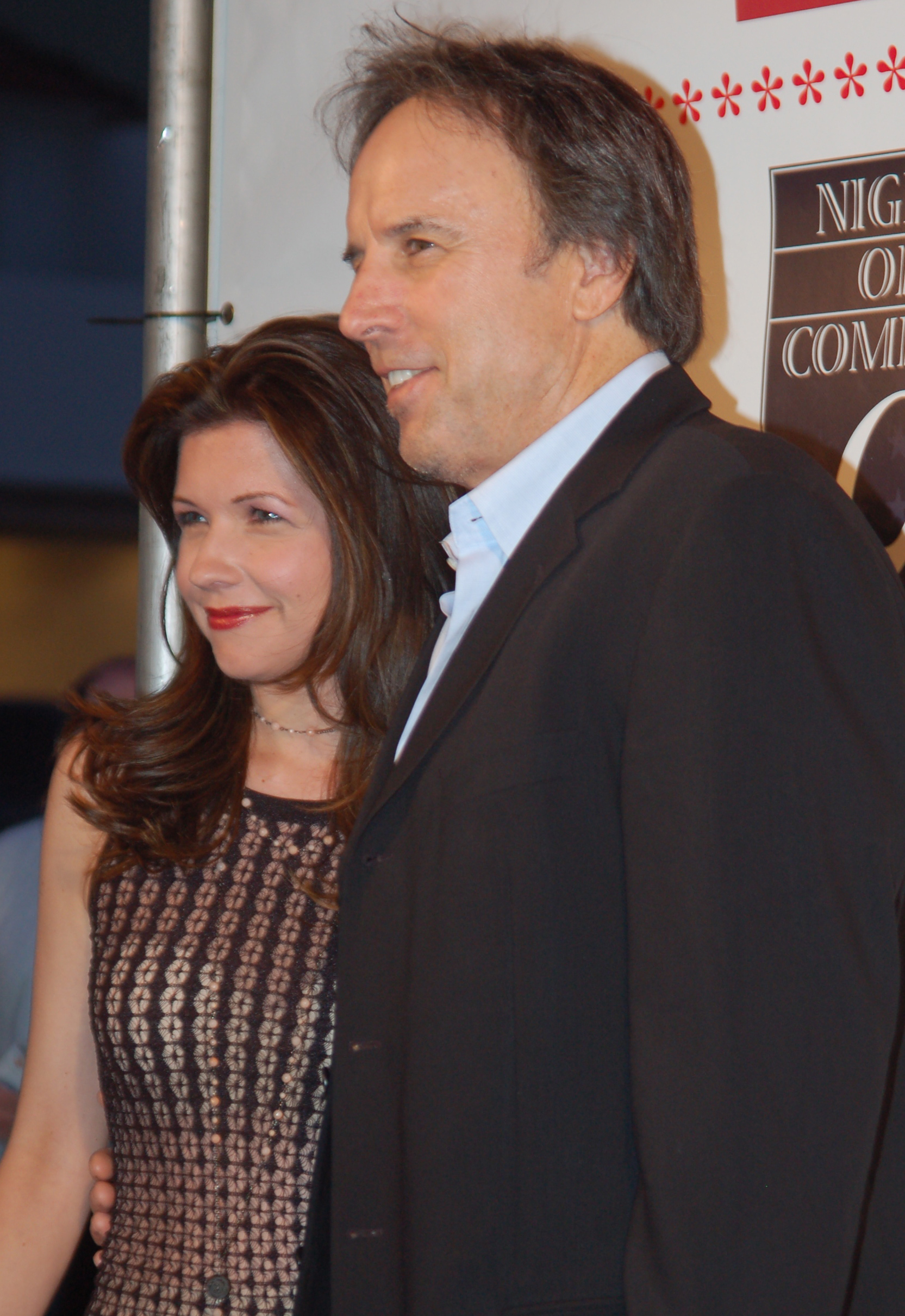
Kevin Nealon y su esposa Susan Yeagley en 2011.

## Familia
Nacido en San Luis, Misuri, en 1953, es hijo de Emmett Nealon, un ejecutivo de una compañía de aviones, y Kathleen Kimball Nealon, una ama de casa, y tiene cuatro hermanos. Unos meses después de su nacimiento, la familia se trasladó a Bridgeport, Connecticut. Nealon se casó con la actriz Linda Dupree en 1989 y se divorciaron en el año 2002. En 2005 se casó con la actriz Susan Yeagley, con la que tiene un hijo. Nealon ha sido vegetariano durante 18 años debido a motivos personales. Vive en el área de Los Ángeles. Es un ávido jugador de golf y póker y también toca el banjo y la guitarra.

## Carrera
Nealon se graduó con una licenciatura en mercadeo de la Sacred Heart University, y trabajó en una variedad de puestos de trabajo a tiempo parcial mientras hacía sus rutinas de stand-up. Nealon debutó en la televisión haciendo rutina de comedia en vivo en The Tonight Show Starring Johnny Carson en 1984. En 1986, actuó en Saturday Night Live y reclutó a su amigo Dana Carvey. Ambos se unieron al reparto del programa ese año, y Nealon se convirtió en un artista a tiempo completo en la temporada 1987-1988, y se mantuvo durante nueve temporadas.
Nealon interpretó a personajes de SNL como el Sr. Subliminal (o Subliminal Message Man), Franz (de Hans y Franz), junto a Dana Carvey, el Sr. Percepción de Profundidad, el anfitrión de Weekend Update (donde su lema era "Eso es nuevo para mí"), entre muchos otros.
En 1991, protagonizó la película de vacaciones All I Want for Christmas. Nealon ha aparecido en películas como Happy Gilmore, Anger Management, Little Nicky, Daddy Day Care, Un perro de otro mundo y Grandma's Boy. En el otoño de 2005 apareció en el cuarto episodio de la 5ª temporada de la serie Curb Your Enthusiasm.
Luego actuó en la serie de TV Ted Halverson, como Miller, un hombre competitivo y religioso. También apareció como un paciente en una institución mental en la primera temporada de Monk. Interpretó al Dr. Mark Crest en un episodio de la quinta temporada de la serie The Outer Limits, titulado "Deja Vu" y estrenado el 9 de julio de 1999. Nealon tuvo un papel secundario como Doug Wilson en la serie de TV Weeds, en Showtime.
En 2002, Nealon apareció en 26 episodios de la serie The Conspiracy Zone, de TNN. Además apareció como un consejero de pareja en la comedia 3rd Rock from the Sun, e hizo un pequeño cameo en la película de 2008 Get Smart.
Nealon también fue de presentador de comerciales de TBS, donde, en un desempeño similar al de Bob Saget, decía chistes malos entre cada comercial gracioso. En 2008, un libro escrito por Nealon cuenta la crónica de sus experiencias durante el embarazo de su esposa llamado: Yes, You're Pregnant, But What About Me?, que fue publicado en español (Sí, estás embarazada, pero ¿qué hay de mí?).
En 2009, interpretó a Stuart Pearson, un papá responsable y estricto, en la comedia de aventuras Pequeños Invasores. En 2011, interpretó a Adon en la película Just Go With It, junto a Adam Sandler y Jennifer Aniston.

## Filmografía
- Saturday Night Live .... (174 episodios, 1986–1999)
- Roxanne (1987) .... Borracho
- All I Want for Christmas (1991) .... Tony Boer
- Coneheads (1993) .... Senador
- The Larry Sanders Show TV  .... Él mismo (1996)
- Champs (serie de televisión) .... Marty Heslov (12 episodios, 1996)
- Happy Gilmore (1996) .... Potter
- Hiller and Diller (1997) TV .... Ted Hiller (1997–1998)
- The Wedding Singer (1998) .... Mr. Simms
- Dharma & Greg (serie de televisión) .... Mr. Clayborn (2 episodios, 1998–1999)
- Little Nicky (2000) .... Gatekeeper
- Joe Dirt (2001) .... Mecánico grasiento
- Eight Crazy Nights (2002) .... Mayor (voz)
- The Conspiracy Zone (2002) Serie de televisión .... Presentador (2 temporadas)
- Good Boy! (2003) .... Mr. Baker
- Daddy Day Care (2003) .... Bruce
- Anger Management (2003) .... Sam, el abogado de Dave
- Still Standing (serie de televisión) .... Ted Halverson (5 episodios, 2003–2006)
- Grandma's Boy (2006) .... Mr. Cheezle
- World's Funniest Commercials (2008) .... Presentador
- Get Smart (2008) .... Agente de la CIA #2
- You Don't Mess with the Zohan (2008) .... Kevin
- Remarkable Power (2008) .... Jack West
- Glenn Martin, DDS (2009) .... Glenn Martin (voz)
- Aliens in the Attic (2009) .... Stuart Pearson
- American Dad! (2010)
- 'Til Death (2010) .... Stephen / Stephen Redford
- Weeds (2005-2011) TV .... Doug Wilson
- Una esposa de mentira (2011) .... Adon
- Walk of Shame (2014) .... Steve
- Late Bloomers (2024) .... Al